# Salone di Apollo (Versailles)
Il Salone di Apollo o Sala del Trono (in francese: Salon de Apollon) è una stanza del Grand appartement du roi nella Reggia di Versailles.

## Storia
Il salone di Apollo è situato al piano nobile della reggia di Versailles, all'interno del Grand appartement du roi e risulta contiguo al Salone di Mercurio e a quello della Guerra.
Dal 1673 al 1682 questa stanza venne utilizzata provvisoriamente come camera da letto del re per poi essere mutata in sala del trono quando la corte si installò definitivamente a Versailles. Qui il re ogni giorno teneva le sue udienze ordinarie, con gli ambasciatori e i funzionari del regno. Nel caso di ambasciate o visite particolarmente importanti, il trono veniva trasferito in fondo alla Galleria degli Specchi che fungeva per quell'occasione da sala del trono.
Il salone di Apollo è stato completamente restaurato nel 2014.

## Decorazioni

### Il soffitto di de La Fosse

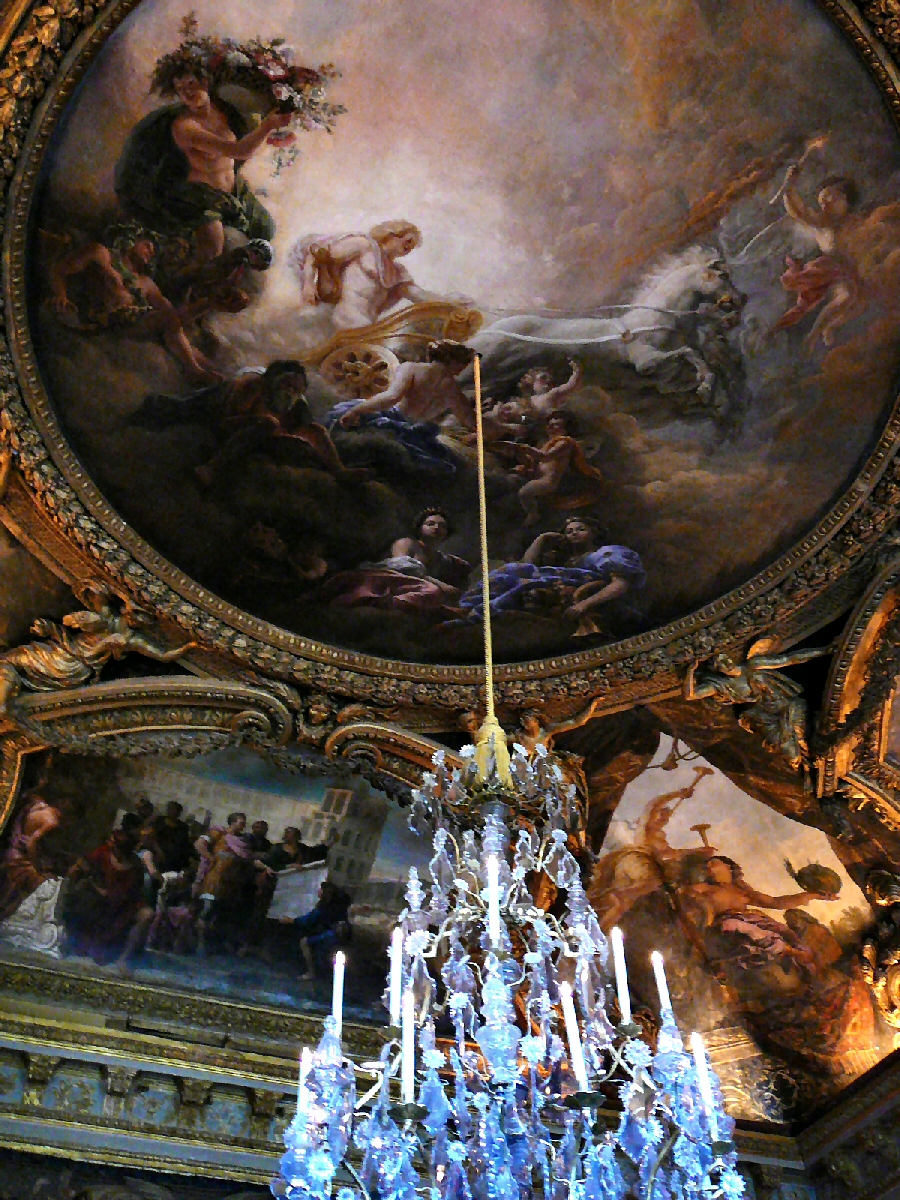
Il soffitto del salone di Apollo

Il Salone di Apollo è dedicato al dio greco Apollo, divinità legata al sole col quale Luigi XIV si identificava. Voluto da Luigi XIV in persona, il soffitto del salone è costituito da un grande dipinto di Charles de La Fosse che rappresenta Apollo sul suo carro trainato da quattro cavalli, accompagnato dalle figure della Francia, della Magnanimità, della Magnificenza e da una processione di figure mitologiche tra cui Flora, Cerere, Bacco e Saturno.
Le lunette del soffitto rappresentano Poro condotto davanti ad Alessandro (nord), Coriolano muove assedio a Roma su richiesta di sua madre (est), Vespasiano fa costruire il Colosseo a Roma (sud), Augusto fa abbattere il porto di Miseno (ovest).
I quattro continenti sono rappresentati ai quattro angoli della stanza.

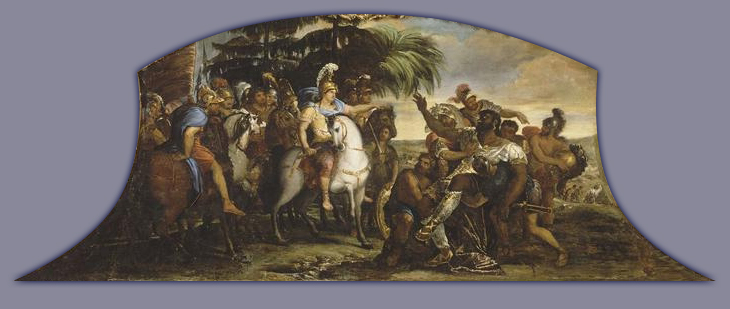
Poro condotto davanti ad Alessandro, lunetta nord
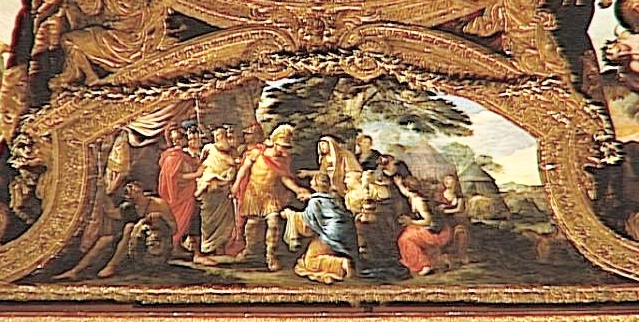
Coriolano muove assedio a Roma su richiesta di sua madre, lunetta est
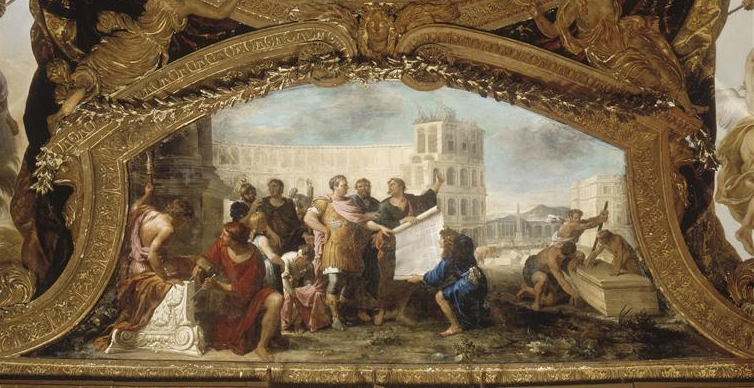
Vespasiano fa costruire il Colosseo a Roma, lunetta sud
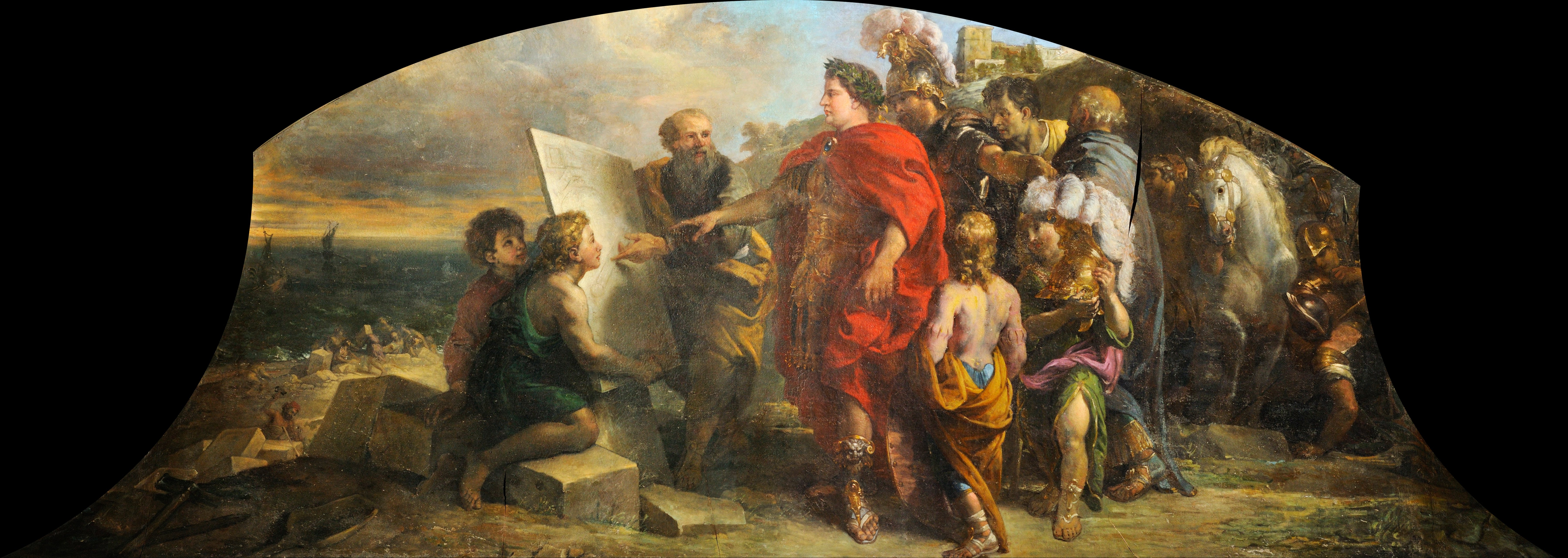
Augusto fa abbattere il porto di Miseno, lunetta ovest

### Il trono d'argento di Luigi XIV

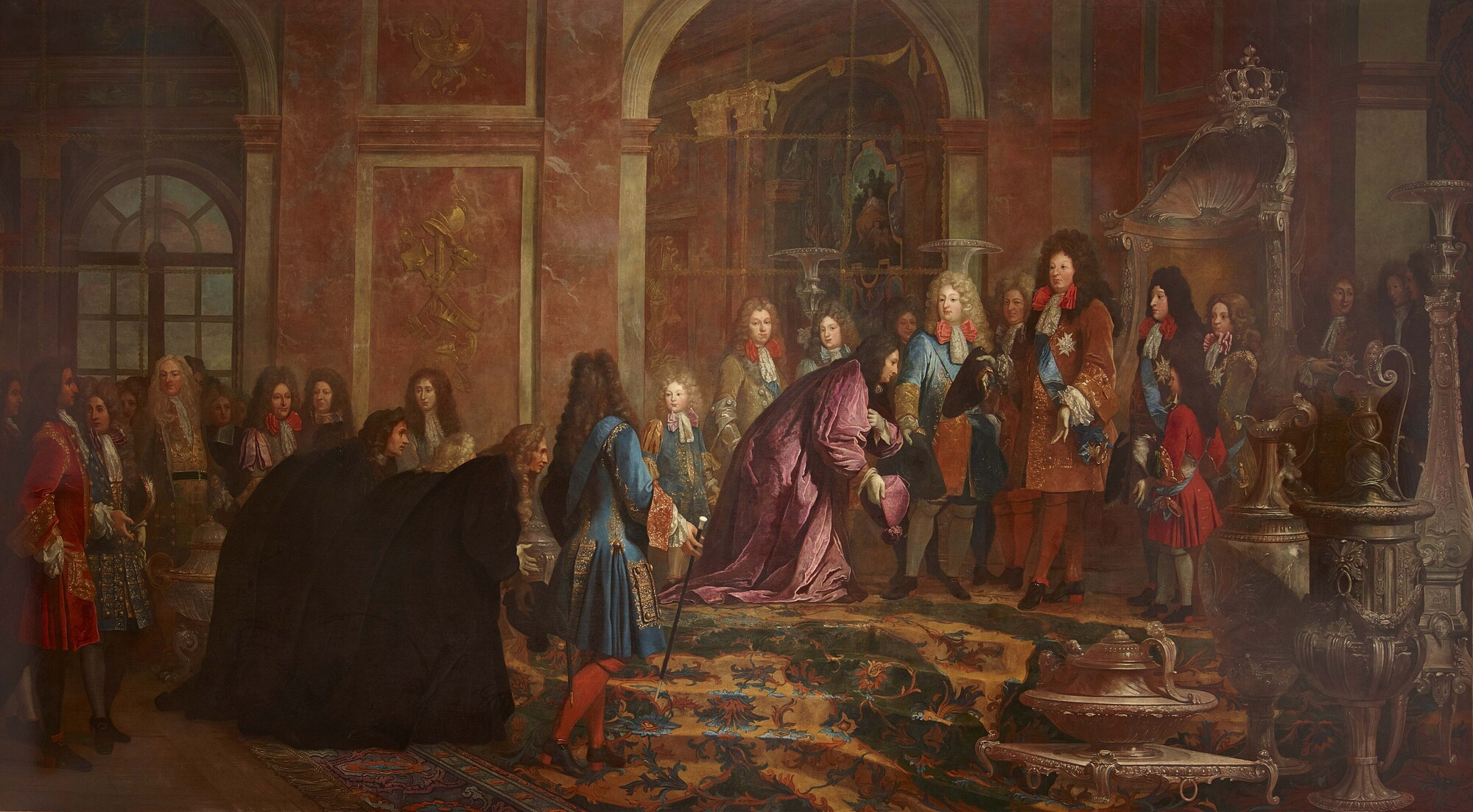
Luigi XIV riceve il doge di Genova a Versailles il 15 maggio 1685. Data l'importanza dell'ambasceria, i genovesi vennero ricevuti nella Galleria degli Specchi anziché nel Salone di Apollo. Si noti a destra il grande trono d'argento del Re Sole

A partire dall'installazione del re a Versailles il 6 maggio 1682, il salone di Apollo venne utilizzato stabilmente come sala del trono. Il trono di Luigi XIV era ornato di sculture e da placche in argento, alto 2,60 metri e posto su di una superficie rialzata coperta da preziosi tappeti persiani a fili d'oro, il tutto sormontato da un baldacchino broccato d'oro. Il trono venne realizzato dall'ebanista della ditta Gobelin, l'italiano Domenico Cucci, con un assemblaggio di figure d'argento provenienti dal Garde-Meuble de la Couronne.
(Mercure galant, dicembre 1682)
Nel 1689, il re diede ordine di fondere la propria argenteria per finanziare le spese della Guerra della Grande Alleanza. Al posto del trono d'argento massiccio, Luigi XIV fece realizzare un nuovo trono in stile.
Completa l'arredamento della stanza un bureau e sei candelieri a mo' di torce con forma di cornucopie in argento dorato realizzate da Pierre-Edmé Babel e da Toussaint Foliot. Le torce fanno parte di un lotto di 24 torce ordinate per l'occasione del matrimonio tra il futuro Luigi XVI e l'arciuchessa Maria Antonietta d'Asburgo-Lorena per la Galleria degli Specchi.
Su ciascuna porta si trovano altri dipinti: Allegoria della nascita di Luigi XIV di Louis-Gabriel Blanchard e La fama annuncia alle quattro parti del mondo le meraviglie del regno di Luigi XIV di François Bonnemer.
Tomriris, regina degli Sciti, fa conservare la testa recisa di Ciro in un vaso pieno di sangue di Peter Paul Rubens e quattro tavole di Guido Reni dedicate ad Ercole: Allevamento di Deianira, Ercole combatte con l'Idra di Lerna, Ercole e Acheloo, Ercole e il fuoco. Anche queste opere sono presenti in copia, mentre gli originali sono conservati al Louvre.

### Ritratto di Luigi XIV

Rigaud : Ritratto di Luigi XIV nel grand'abito reale - 1701 - Parigi, museo del Louvre

Il camino di questa stanza era sormontato da un famoso ritratto di Luigi XIV in costume reale, con le insegne dell'incoronazione. Il dipinto venne realizzato nel 1701 da Hyacinthe Rigaud al fine di illustrare la naturale grandiosità del re anche in età avanzata. Questo ritratto oggi è conservato al Louvre e nella sala si trova una copia fedele. Di fronte ad esso si trova un ritratto più piccolo di Luigi XVI.